# Rettungsingenieurwesen
Das Rettungsingenieurwesen (früher Rescue Engineering) ist eine fachübergreifend ausgerichtete Disziplin, die ingenieurwissenschaftliche Fächer mit wirtschaftswissenschaftlichen und  sozialwissenschaftlichen Fächern sowie mit fachspezifischen Themen verbindet. Hierzu gehören Gebiete wie Arbeitssicherheit, Sicherheitstechnik, Strahlenschutz, Gefahrenabwehr und Katastrophenschutz. Darüber hinaus werden Kompetenzen in Führung, Organisation und Management von Unternehmen und Organisation des Rettungswesen, also Feuerwehren, Rettungsdiensten und andere Hilfsorganisationen gelehrt.
Studiengänge im Rettungsingenieurwesen bieten in Deutschland derzeit nur die Technische Hochschule Köln (Bachelor- und Master-Studiengang) und die Technische Hochschule Augsburg an (Stand: Mai 2025).

## Inhalt
Das Curriculum umfasst ähnlich wie das eines Wirtschaftsingenieurs ingenieurwissenschaftliche und wirtschaftswissenschaftliche Fächer und wird ergänzt durch fachspezifische und sozialwissenschaftliche Grundlagen. Je nach Hochschule werden unterschiedliche Module gelehrt.

### Ingenieurwissenschaftliche Fächer
Die ersten Semester des Studiums sind vor allem ingenieurwissenschaftlich geprägt. Neben den Grundlagen in Mathematik, Physik, und Chemie werden Kenntnisse in den Bereichen Mechanik, Werkstoffkunde, Elektrotechnik und Messtechnik vermittelt. Ergänzt werden diese Fächer durch Vorlesungen aus dem Bereich der Baustatik, der Kommunikationstechnik sowie der Fahrzeugtechnik. In der neuen Studienordnung der TH Köln (ab WS 05) sind nun auch die Module Thermodynamik, Strömungslehre und Mathematik II/Integral und Statistik enthalten, um den ingenieurwissenschaftlichen Abschluss zu unterstreichen.

### Wirtschaftswissenschaftliche Fächer und Management
Da Führungskräfte immer auch ökonomische Entscheidungen zu treffen haben, werden bei Rescue Engineering grundlegende Kenntnisse der Betriebswirtschaftslehre wie Bilanzierung und Investitionsrechnung vermittelt.
Außerdem gehören Personalführung, Recht, Logistik, sowie Qualitäts- und Projektmanagement zu den Vorlesungsinhalten. In Köln kann durch den Kontakt zum TÜV parallel zum Studium die Qualifikation zum Qualitätsbeauftragten erreicht werden.

### Fachspezifische Fächer
Einen großen Teil der Lehrinhalte nehmen die fachspezifischen Themen ein. Hierzu gehören klassische Gebiete, wie Arbeitssicherheit, Sicherheitstechnik, Strahlenschutz, aber auch konkrete Vorlesungen zu den Arbeitsgebieten in der Gefahrenabwehr, wie Bedarfsplanung, Einsatzlehre und Taktik oder Katastrophenschutz.

### Sozialwissenschaftliche Fächer
Um der zunehmenden Bedeutung gesellschaftlicher Einflüsse und menschlichen Verhaltens auf die praktische Arbeit in der Gefahrenabwehr Rechnung zu tragen, wurde das Curriculum um Fächer wie Sozialmedizin, Psychologie und Soziologie ergänzt.

## Beruf

### Operativer Bereich
Die Absolventen können mit dem Bachelor in den gehobenen Dienst und mit dem Master in den höheren Dienst bei Behörden, wie Berufsfeuerwehren (abwehrender Brandschutz) oder Regierungsorganisationen, wie dem Technischen Hilfswerk einsteigen. Der wahrscheinlich größte Bedarf findet sich in privaten Hilfsorganisationen im Rettungsdienst.

### Entwicklung & Planung
Industrie und Handel sowie Ingenieurbüros im vorbeugenden Brandschutz können eventuelle Berufsziele sein.

## Ähnliche Studiengänge

### Gefahrenabwehr/Hazard Control
Seit dem Wintersemester 2007/2008 bietet die Hochschule für Angewandte Wissenschaften Hamburg den Studiengang Gefahrenabwehr/Hazard Control (B. Eng.) (früher Hazard Control) an. Die Studieninhalte des Studiums reichen von ingenieurwissenschaftlichen Grundlagen über Inhalte einer feuerwehrtechnischen Ausbildung, des Katastrophenschutzes und der nichtpolizeilichen Gefahrenabwehr bis hin zu wirtschafts- und sozialwissenschaftlichen Fragestellungen. Das Studium wurde in Zusammenarbeit mit der Feuerwehr Hamburg entwickelt. Einen Teil der Vorlesungen führen Dozenten der Feuerwehrakademie Hamburg durch. Der Studiengang wurde zum Wintersemester 2013/14 ausgesetzt und im darauffolgenden Wintersemester mit einer neuen Prüfungsordnung fortgeführt. Ab dem Sommersemester 2025 erfolgen größere Änderungen des Curriculums. So wird zukünftig den fachspezifischen und vertiefenden Fächern wie Großschadensmanagement, Risikomanagement und Umwelttoxikologie mehr Gewicht gegeben. Hinzu kommen neue Fächer wie Geoinformation und Krisenmanagement. Die Immatrikulation ist ab dem Sommersemester 2025 dann auch halbjährlich möglich.
Der Schwerpunkt des Studiums „Gefahrenabwehr/Hazard Control“ liegt eher auf der präventiven Gefahrenabwehr. Beispielsweise ist im Curriculum die Veranstaltung „Vorbeugender Brandschutz“ implementiert. Darüber hinaus werden Inhalte zu Toxikologie und Ökotoxikologie behandelt und ein umfangreicheres chemisches Wissen vermittelt, als dies bei „Rescue Engineering“ der Fall ist. Die Notfallmedizin hingegen spielt eine untergeordnete Rolle.
Das Berufsfeld von Ingenieuren der Gefahrenabwehr/Hazard Control ist vielseitig. Mögliche Tätigkeitsfelder sind:
- Gefahrenprävention und Katastrophenschutz in staatlichen Institutionen
- Führungsaufgaben in Feuerwehren
- Risiko- und Sicherheitsmanagement in Industrie-, Versorgungs- und Verkehrsbetrieben sowie in Krankenhäusern
- Sachverständigen- und Gutachtertätigkeit bei Schadensversicherern
- Dienstleistungen im Bereich Sicherheitsplanung und Sicherheitsberatung (z. B. in Architekten- und Ingenieurbüros)
- Produktentwicklung bei Herstellerunternehmen von Feuerwehr- und Sicherheitstechnik
- Fachjournalismus und Öffentlichkeitsarbeit
- Leitungsfunktionen in internationalen Hilfsprojekten

### Sicherheit und Gefahrenabwehr
Seit dem Wintersemester 2003/2004 bieten die Hochschule Magdeburg-Stendal und die Universität Magdeburg gemeinsam den Studiengang Sicherheit und Gefahrenabwehr (B. Sc., M.Sc.) an. Hierbei findet eine enge Zusammenarbeit mit dem Institut für Brand- und Katastrophenschutz Heyrothsberge statt.
Das Studium ähnelt inhaltlich Gefahrenabwehr/Hazard Control, es wird jedoch größerer Wert auf industrielle Sicherheit und vorbeugenden Brandschutz gelegt. Durch Wahlpflichtfächer kann die genaue Studienrichtung individuell beeinflusst werden.
Ebenfalls angeboten wird ein konsekutiver Masterstudiengang (M. Sc.), welcher seit Ende 2011 in die Vertiefungsrichtungen „Brandschutz“ und „Industrielle Sicherheit“ unterteilt wird. Diese Unterteilung wurde jedoch mit Beginn des Sommersemesters 2019 aufgehoben. Seitdem wurde das Angebot an fachspezifischen Wahlpflichtfächern ausgeweitet (20 CP, statt 8 CP).